# Мустафаев, Эмин Махир оглы
Эми́н Махи́р оглы́ Мустафа́ев (азерб. Emin Mahir oğlu Mustafayev; 2 января 1990, Сумгаит, Азербайджанская ССР, СССР) — азербайджанский футболист, амплуа — полузащитник. Выступал в молодёжной сборной Азербайджана.
Защищал также цвета юношеских (U-17 и U-19) сборных Азербайджана, в составе которых выполнял функции капитана.

## Биография
В футбол начал играть в возрасте 8 лет в детско-юношеской спортивной школе «Авей» в городе Акстафа. Первым тренером был Махир Мустафаев. Затем продолжил обучение футбольным азам в детско-юношеской спортивной школе «Гянджлик-95» в городе Сумгаит. Здесь тренерами были Тофиг Рзаев и Агамуса Багиров.

## Клубная карьера
С 2007 года защищает цвета основного состава команды азербайджанской премьер-лиги — «Карабах» (Агдам). Вошёл в заявочный список клуба для участия во втором квалификационном раунде Евролиги с норвежской командой «Русенборг». Ранее выступал в дочернем клубе «Карабах-2».
В составе команды «Карабах-2» был участником двух игр 1/16 финала Кубка Азербайджана сезона 2006/2007 годов. Уже в составе основной команды «Карабах» выступил в 1/8 финала Кубка Азербайджана в сезоне 2009/10.

## Сборная Азербайджана
Выступал за молодёжную и юношеские (U-17 и U-19) сборные Азербайджана.

## Чемпионаты Европы

### U-19
Эмин Мустафаев был участником квалификационных матчей Чемпионата Европы 2008 года, проходящих в Венгрии, среди футболистов до 19 лет, в составе молодёжной сборной Азербайджана. При этом был капитаном сборной и стал автором одного из забитых мячей в матче со сборной Сан-Марино, в котором сборная Азербайджана одержала победу со счётом 5-0.

### U-17

#### 2005
Участвовал также в квалификационных матчах чемпионата Европы 2005 года среди футболистов до 17 лет, проходивших в израильском городе Ришон-ле-Цион.

#### 2007
23 марта 2007 года, в боснийской столице Сараево, молодёжная сборная Азербайджана, вышедшая в элитный раунд Чемпионата Европы 2007, встретилась с командой Сербии. На 36 минуте матча Эмин Мустафаев отметился забитым мячом. В квалификационном раунде, который проходил в 2006 году в Баку, Эмин Мустафаев был капитаном сборной Азербайджана и выступал под № 8.

## Достижения
- 2007 год — в составе сборной Азербайджана (U-17) стал победителем международного турнира, организованного в Дагестане партией «Единая Россия» 16-22 ноября 2007 года.[14] При этом стал автором одного из победных мячей, забитых во время финальной встречи.[15]
- 2009 год — обладатель Кубка Азербайджана по футболу в составе клуба «Карабах» (Агдам).

## Интересные факты
- В 2007 году в составе юношеской сборной Азербайджана принимал участие на Первых Черноморских Играх, проходивших в турецком городе Трабзон. Был капитаном сборной.[16]
- В январе 2008 года, в составе Юношеской сборной Азербайджана U-19, занял 5 место на международном турнире, проходившем в столице Белоруссии — Минске. При этом стал автором одного из двух победных мячей, забитых в матче за 5 место.[17]
- 21 марта 2008 года Эмин Мустафаев в составе Юношеской сборной Азербайджана U-19, проводившей учебно-тренировочные сборы в турецком городе Анталья, одержал победу со счётом 6-2 в товарищеском матче с датской командой «Эстаргарзе», отметившись при этом одним забитым мячом в ворота соперника.[18]
- 16 августа 2008 года, во время товарищеского мачта между Юношеской сборной Азербайджана U-19 и их сверстниками из минского «Динамо», Эмин Мустафаев стал автором одного из 4 мячей, забитых азербайджанской сборной.[19]
- В январе 2009 года, в составе юношеской сборной страны (U-19) участвовал на международном турнире юношеских команд по футболу памяти первого вице-президента ФИФА Валентина Гранаткина, организованном российским футбольным союзом. Стал автором одного из двух мячей, забитых в ворота Сборной Латвии.[20][21]

## Примечания

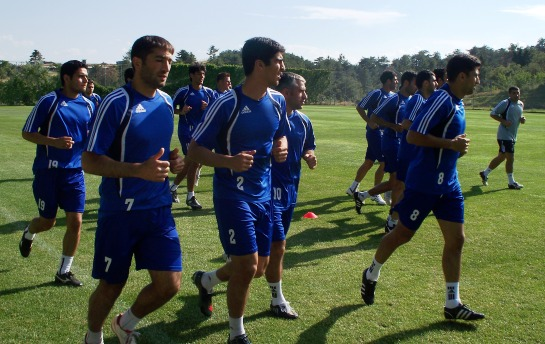
Эмин Мустафаев (крайний слева,No:19) во время уч.-трен. сборов команды «Карабах» Агдам в Турции. 27 июня 2009 года